# Montauriol, Pyrénées-Orientales
Montauriol (în catalană Montoriol) este o comună în departamentul Pyrénées-Orientales din sudul Franței. În 2009 avea o populație de 215 de locuitori.

## Evoluția populației
| An        | 1975 | 1982 | 1990 | 1999 | 2006 | 2009 |
| --------- | ---- | ---- | ---- | ---- | ---- | ---- |
| Populație | 90   | 125  | 165  | 188  | 202  | 215  |